# محمد شفيع الأسترآبادي
محمد-شفيع بن محمّد-علي بن أحمد الأصفهاني الأسترآبادي (رمضان 1045 - ربيع الثاني 1106) (فبراير 1636 - ديسمبر 1694) عالم مسلم وأديب فارسي من أهل القرن الحادي عشر الهجري/ السابع عشر الميلادي. ولد في أصفهان ونشأ بها وقرأ على شيوخها. ألف كتبًا بالعربية فاشتهر وبرز في الفقه الجعفري والحكمة وعلوم العربية وكان عالمًا بالتاريخ والشعر والأدب أيضًا. قدم مكة حاجًا في سنة 1693 وجاورها سنةً واجتمع مصطفى بن فتح الله الحموي بها وصحبته، وقرأ عليه. رجع إلى بلاده فمرض في الطريق وتوفي بإقليم البحرين. له حواش ورسالات ومؤلفات عديدة. 

## سيرته
هو محمد شفيع بن محمد علي بن أحمد بن كمال الدين حسين بن محمد، الأسترأباذي أصلًا، الأصفهاني منشأ ومولدًا. هو سبط محمد تقي المجلسي ووالده محمد علي (1010 - 1094 هـ) (1602 - 1683م) كان من أصهار المجلسي. 

ولد في شهر رمضان سنة 1045 هـ/ فبراير 1636 في أصفهان، ونشأ بها. قرأ على شيوخ كثير، منهم أغا حسين الخونساري. ألف كتبًا مفيدة. كان من كبار علماء عصره في بلاد فارس، بارزًا في العلوم الحكمية، والعربية، عالمًا بالتاريخ والشعر والأدب، وهو فقيه جعفري اثناعشري. 

قدم مكة حاجًا، في سنة 1104 هـ/ 1693م وجاور سنةً بها، واجتمع مصطفى بن فتح الله الحموي بها وصحبته، وقرأ عليه طرفًا من شرح هداية الحكمة للمبيدي، وحضر درسه في شرح الإشارات للطوسي، وكان يملي عليه كلام الحكماء، وكلام القطب الرازي في محاكماته، ويجب عن الإشكالات. ثم رجع إلى بلاده فمرض في الطريق وتوفي بالبحرين في شهر ربيع الثاني سنة 1106 هـ/ ديسمبر 1694. 

## مؤلفاته
- كتاب الأربعين في فضائل علي بن أبي طالب
- شرح على عقائد التهذيب على قواعد الشيعة
- حاشية على شرح الإشارات للطوسي
- حاشية على مختصر الحاجب للعضدي
- رسالة في إثبات إعادة المعدوم
- رسالة في صفات الله تعالى
- رسالة في تحقيق الدلالات
- حاشية على كتاب الشافي للسيد المرتضى، لم تكمل
- رسالة في العقائد الدينية، بالفارسية
- إثبات الواجب
- شرح القصيده الميميه للفرزدق، في موقع كتاب بديا
- خطبة النكاح، في موقع كتاب بديا
- رسالة في أصول الدين، في موقع manuscript.um.ac.ir